# Руй Витория
Вижте пояснителната страница за други личности с името Виктория.
Руй Карлос Пиньо да Витория (на португалски: Rui Carlos Pinho da Vitória), по-известен като Руй Витория, роден на 16 април 1970 година, е бивш португалски футболист, полузащитник, и настоящ старши треньор на Панатинайкос.

## Кариера

### Кариера като футболист
Витория започва футболната си кариера с екипа на Фаньоеш. За 15-годишната си кариера играе в няколко третодивизионни отбора.

### Кариера като треньор
Първият отбор, който тренира, е Вилафранкензе – един от отборите, в които играе като футболист.
От 2004 до 2006 година е треньор на юношеските формации на Бенфика.
След това за 4 година води тима на Фатима, като в първия си сезон успява да го класира в Лига де Онра.

#### Пасош де Ферейра
На 2 юни 2010 година е назначен за старши треньор на Пасош де Ферейра, като това е първият елитен клуб в кариерата му на футболист и треньор. В единствения си сезон в отбора, Витория го извежда до 7-о място в крайното класиране в Примейра Лига и до финал в Купата на лигата, където губи от Бенфика.

#### Витория Гимараеш
В края на август 2011 година преминава във Витория Гимараеш. През сезон 2012/13 печели Купата на Португалия.

#### Бенфика
На 15 юни 2015 година ръководството на шампиона Бенфика обявява, че Витория ще бъде новият треньор на отбора. В първия си сезон извежда отбора до титлата в Португалия и до 1/4-финалите на Шампионската лига.

## Успехи

### Като треньор
Фатима
- Шампион на трета дивизия (1): 2008/09

Витория Гимараеш
- Купа на Португалия (1): 2012/13

Бенфика
- Шампион на Португалия (1): 2015/16
- Купа на Лигата (1): 2015/16
- Суперкупа на Португалия (1): 2016